# André Linman
André Linman, född 28 februari 1992, är gitarrist och sångare i det finländska bandet Sturm und Drang och One Desire.

## Diskografi

### Med Sturm und Drang
- Learning To Rock (2007)
- Rock 'n Roll Children (2008)
- Graduation Day (2012)

### Med One Desire
- One Desire (2017)
- Midnight Empire (2020)
- Live With The Shadow Orchestra (2023) (Live)